# 朱塞佩·费伦迪斯
朱塞佩·费伦迪斯（義大利語：Giuseppe Ferlendis，1755年—1810年），義大利雙簧管演奏家，作曲家。1777年他被任命為薩爾斯堡宮廷樂隊成員，年薪為540萊茵盾（遠高於莫扎特的40萊茵盾）。費倫迪斯在里斯本逝世。家族中許多成員亦都是職業雙簧管手，包括其兄彼得（Pietro）以及姪輩三人等。

## 作品節選
- F大调第1號双簧管协奏曲（约1777年）
- C大调第2號双簧管协奏曲
- C大调第3號双簧管协奏曲
- F大调英国管协奏曲

## 延伸閱讀
- Alfredo Bernardini，“Ferlendis, Giuseppe”，收录于Stanley Sadie编辑的《新格罗夫音乐和音乐家词典》，第8卷第682页